# اکپینار، مرزیفان
اکپینار، مرزیفان (به لاتین: Akpınar, Merzifon) یک منطقهٔ مسکونی در ترکیه است که در استان آماسیه واقع شده‌است.